# رفاء حرقفي عصعصي
رِفاء حَرْقَفِيٌّ عُصْعُصِيّ (بالإنجليزية: Iliococcygeal raphe)‏، هو رفاء يمثل موقع خط الوسط عند التقاء العضلة الرافعة للشرج.